# Авраам Лінкольн
Авраа́м Лі́нкольн (також — Ейбрагам, Абрагам; англ. Abraham Lincoln [ˈeɪbrəhæm ˈlɪŋkən]); 12 лютого 1809 — 15 квітня 1865) — 16-й президент США (з березня 1861 до квітня 1865), перший президент від Республіканської партії, визволитель американських рабів. Авраам Лінкольн очолював США в період Громадянської війни. Його вважають національним героєм США.
Прокламація Лінкольна про визволення рабів на території Конфедерації 22 вересня 1862 р. дала поштовх 13-й поправці до американської конституції (1865 р.), яка повністю скасувала рабство у США. Ця прокламація переконала закордонні держави, зокрема Англію, не підтримувати повсталі штати.

## Біографія

### Юні роки
Авраам Лінкольн народився 12 лютого 1809 р. у штаті Кентуккі в родині бідного фермера. Весь його добробут залежав від клаптика землі, на якому працювали батьки Авраама, Томас і Ненсі Лінкольни. З дитинства Авраам звик тяжко працювати, допомагаючи батькам обробляти землю, полюючи і збираючи лісові ягоди. Американських фермерів на початку XIX ст. підстерігало багато небезпек: напади індіанців, епідемії, виснаження землі змушували їх часто переїжджати з місця на місце.
Наприкінці 1816 року родина Лінкольнів переїхала в штат Індіана. 5 жовтня 1818 року померла мати Авраама, Ненсі, й через рік, 2 грудня 1819 року батько одружився вдруге на Сарі-Буш Джонстон. Вона була вдовою із трьома власними дітьми, що стала доброю подругою для Авраама та його старшої сестри — Сари.
Важке фермерське життя перешкодило одержати Авраамові навіть початкову освіту. Сам він про це говорив так:
|  | Безперечно, що, коли я досяг повноліття, я знав небагато. Однак я абияк читав, розмірковував і писав, і це було усе, що я міг |

Рятували його природна допитливість, відмінна пам'ять, постійна тяга до самоосвіти. Він дуже любив читати. Улюбленими книгами його дитинства були «Робінзон Крузо», «Байки Езопа» й «Історія Сполучених Штатів».
Лінкольн всього в житті домігся власними зусиллями. Почавши в 21-річному віці самостійне життя, він перебрав багато професій. Працював землеміром, комірником, лісорубом, поштовим службовцем, навіть воював з індіанцями. У полоні (декілька років) Лінкольн вивчив право, розраховуючи одержати ліцензію адвоката. У коло його інтересів входили також історія і філологія, він самостійно вивчав механіку і математику. Живучи серед простих людей, Лінкольн завоював авторитет успіхами в спортивних змаганнях, особливо в боротьбі.
Природа нагородила Лінкольна індивідуальною зовнішністю. Величезного росту, з незвичайно довгими руками і ногами, його фігура виділялася в будь-якій юрбі. Один із сучасників Лінкольна згадував, що від нього віяло магнетизмом і енергією, що притягали до нього людей.

### Шлюб та діти
Першою романтичною зацікавленістю Лінкольна була Енн Рутледж, яку він зустрів у час свого першого приїзду до Нью-Сейлема. Вони мали стосунки до 1835 року, але не були офіційно заручені. Енн Рутледж померла у 22-річному віці 22 серпня 1835 року, імовірніше за все, від черевного тифу. 1840 року Лінкольн познайомився з Мері Тод, дівчиною з Кентуккі (англ. Mary Todd, роки життя — 1818—1882) і 4 листопада 1842 року вони одружилися. Мері народила чотирьох синів, з яких тільки старший — Роберт Тодд Лінкольн прожив досить довго. Едвард Лінкольн народився 10 березня 1846 року і помер 1 лютого 1850 в Спрінгфілді. Вільям Лінкольн народився 21 грудня 1850 і помер 20 лютого 1862 у Вашингтоні, під час президентства батька. Томас Лінкольн народився 4 квітня 1853, помер 16 липня 1871 року в Чикаго.

### Політична кар'єра
У 1832 році Лінкольн уперше взяв участь у виборах, проте, посів лише 8-е місце на виборах у законодавчі збори штату Іллінойс. У 1834 році молодого політика обрано за списком партії вігів до Законодавчих зборів штату Іллінойс. Там він пройшов відмінну політичну школу, завоювавши авторитет серед колег. У 1836 році Лінкольн склав складний іспит і одержав право на власну адвокатську практику. Ставши юристом, він перебрався в місто Спрингфілд (Іллінойс). Лінкольн вперше в житті почав добре заробляти. Для цього йому доводилося практикувати не тільки в Спрингфілді, але по всьому судовому окрузі. Щовесни і восени він верхи на коні Старий Боб чи в колясці проїжджав сотні миль по малонаселених преріях від одного сільця до іншого, розбираючись у позовах фермерів. Справи по більшій частині були дрібними, а гонорари за них — незначними. Глибокими знаннями юриспруденції і безкорисливістю Лінкольн домігся популярності в штаті Іллінойс.
Наступною сходинкою в політичній кар'єрі Авраама Лінкольна стало його обрання до Палати представників Конгресу США в 1847 р. Робота в конгресі відкривала можливість претендувати на місце в уряді країни. Однак Лінкольну не вдалося цього разу виділитися серед американських законодавців. Більш того, виступивши проти американської агресії в Мексиці і політики президента Джеймса Полка, Лінкольн нажив собі багато політичних ворогів. Справа була в тому, що США в той час вели активну політику по захопленню земель сусідніх країн, особливо Мексики. За допомогою зброї і грошей американці за першу половину XIX століття збільшили свою територію в 3,5 рази. Більшість агресивного населення країни підтримували загарбницькі дії уряду. Лінкольн, за переконаннями супротивник воєн, рішуче висловився проти американського вторгнення в Мексику. Оцінюючи дії уряду, він заявляв, що
|  | Політичний курс демократів веде до нових воєн, територіальних захоплень, до подальшого поширення рабства |

Коли в 1849 році термін його перебування в палаті представників минув, він навіть не намагався виставити знову свою кандидатуру. Повернення з конгресу додому в Спрингфілд (Іллінойс) ознаменувало настання гіршого періоду в житті Лінкольна: він втратив політичну популярність, його адвокатська практика значно зменшилася, з'явилися великі борги. Але за наступних три-чотири років завдяки завзятості та знанням Лінкольн став провідним юристом штату Іллінойс. Взявшись за ту чи іншу справу, він завжди домагався досконального розслідування, до тонкостей знав стосовні до справи закони, умів перебороти усі формальності й добратися до суті питання. Подорожуючи по судовому окрузі, він відновив колишню популярність.
У січні 1849 року Авраам Лінкольн вніс до Конгресу білль про заборону рабства у федеральному окрузі Колумбія. Поправку відхилили, хоч позиція в цілому була надзвичайно поміркованою. Скасування рабства в столиці США не означало його остаточного знищення і було важливим, радше, з морально-етичного погляду: столицю держави, яка претендувала на першість на американському континенті, мали населяти вільні люди.

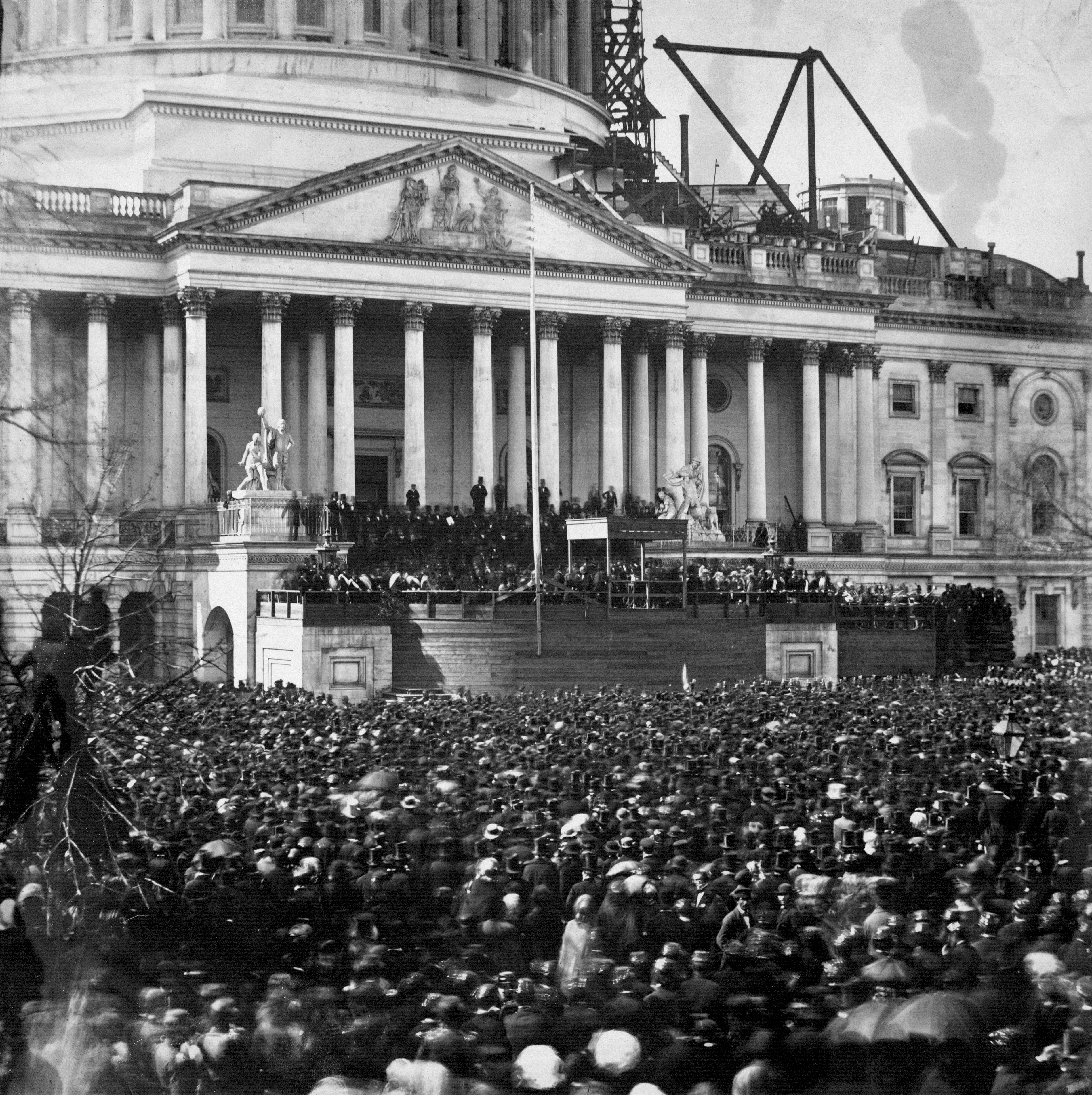
Вступ на посаду (інавгурація) Лінкольна.
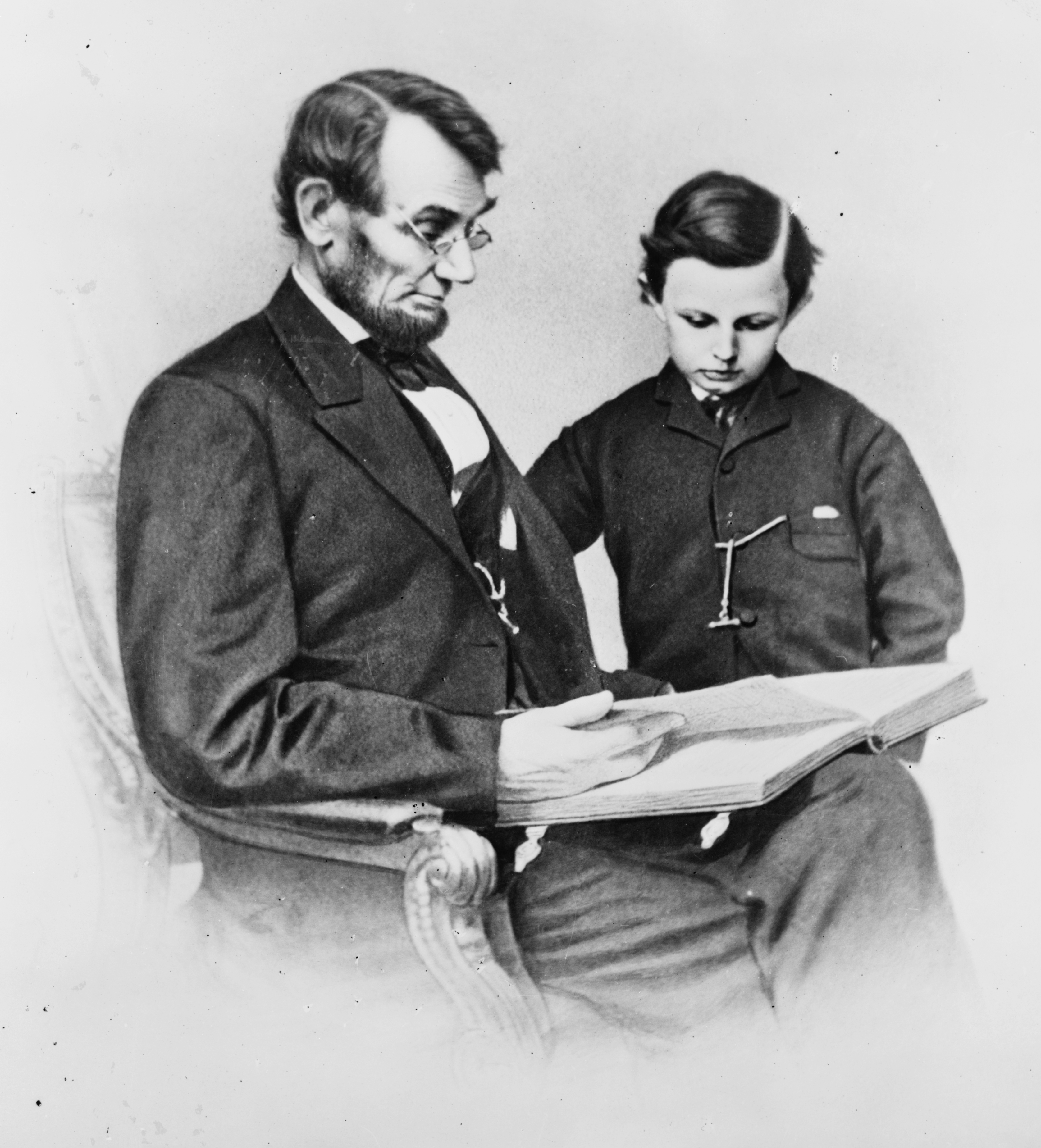
Лінкольн з сином Тодом
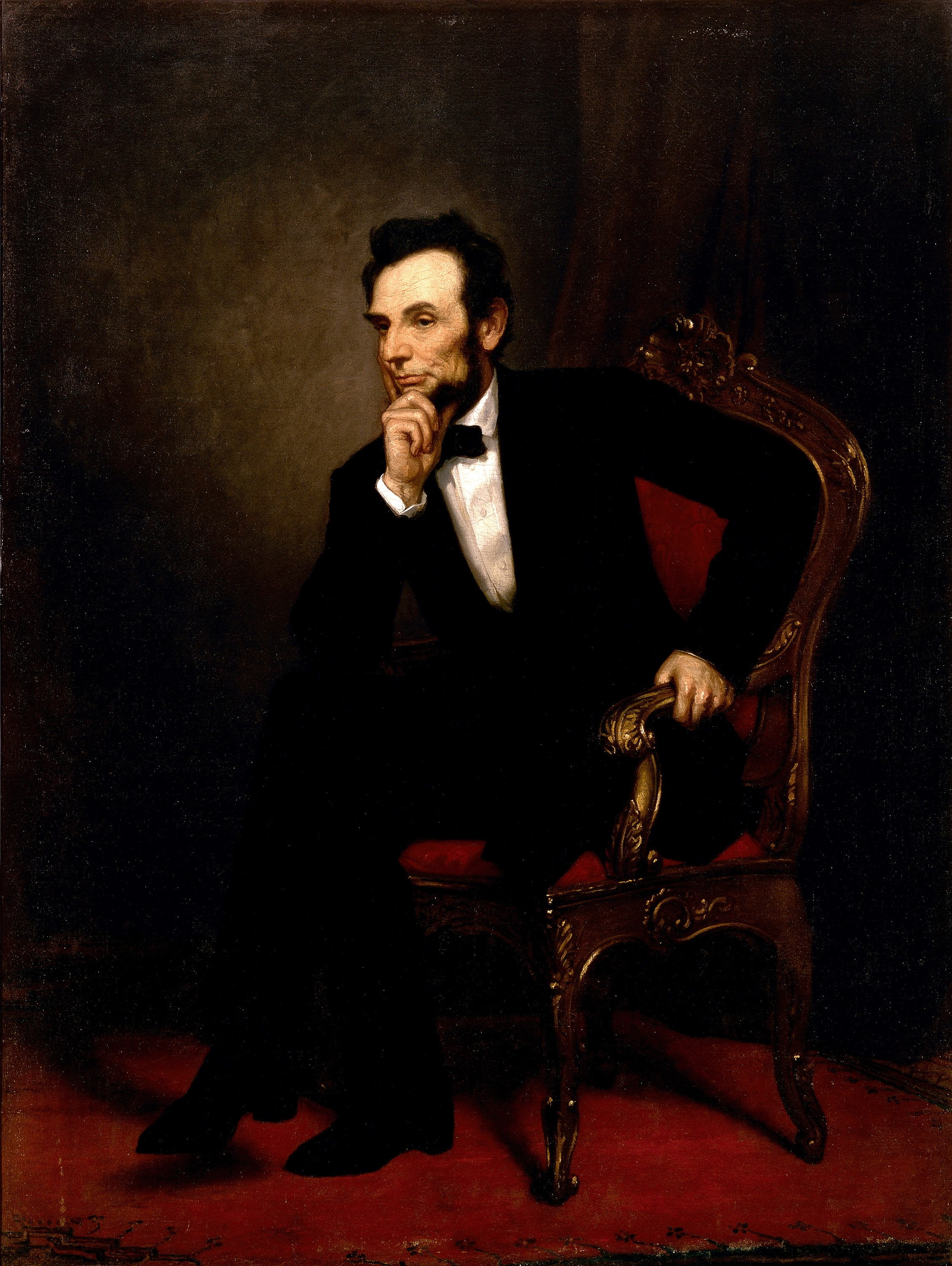
Художник Джорж Гілі (George Healy). Портрет Лінкольна в Білому Домі.

Перша невдала спроба сил у Конгресі не змусила Лінкольна відмовитися від політичної діяльності. Він зовсім не збирався обмежувати себе роботою адвоката і приєднався до утвореної 25 лютого 1854 року Республіканської партії. У цей час політична боротьба усередині США йшла навколо питання про незасвоєні землі на заході країни і про території, відібрані у інших країн. Південні штати, де процвітало плантаційне рабовласницьке господарство, хотіли поширити рабство і на нові території Північних штатів, де рабства тоді не було, вважали, що ці землі повинні дістатися вільним фермерам і промисловій буржуазії.

### Обрання Президентом США. Громадянська Війна

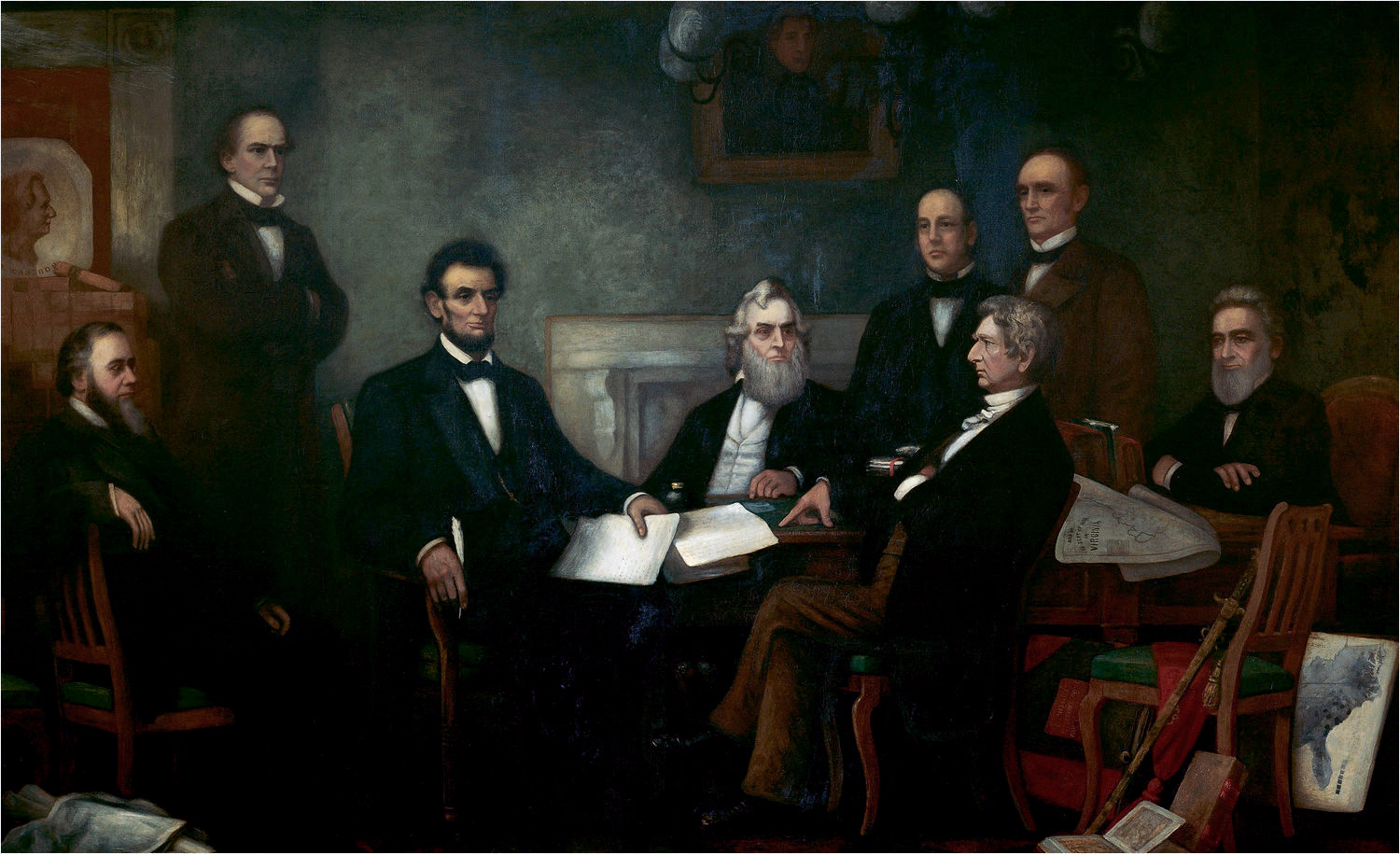
Зустріч президента Лінкольна з своїм урядом щодо скасування рабства у країні, 1862 рік

Політичні та громадські організації, які протистояли рабовласництву, утворили в 1854 році Республіканську партію, одним із засновників котрої був Авраам Лінкольн. У травні 1860 року Республіканська партія ухвалила рішення висунути Авраама Лінкольна кандидатом у президенти США. 6 листопада 1860 року з перевагою майже в півмільйона голосів він переміг. Перемога на президентських виборах 1860 року кандидата Республіканської партії Авраама Лінкольна стала для рабовласників сигналом небезпеки і призвела до сецесії, виходу зі складу Союзу. 20 грудня 1860 року приклад подала Південна Кароліна, її наслідували: Міссісіпі (9 січня 1861), Флорида (10 січня 1861), Алабама (11 січня 1861), Джорджія (19 січня 1861), Луїзіана (26 січня 1861).
Політичні вороги президента відокремилися від країни, створивши Конфедерацію Південних рабовласницьких штатів. 11 штатів прийняли конституцію та обрали своїм президентом колишнього сенатора від штату Міссісіпі Джефферсона Девіса, який разом з іншими керівниками країни заявив, що на їхній території рабство буде існувати «вічно». Столицею Конфедерації стало алабамське місто Монтгомері, а після приєднання Вірджинії — Ричмонд. Ці штати займали 40 % всієї території США з населенням 9,1 млн осіб, у тому числі понад 3,6 млн негрів. 7 жовтня до складу Конфедерації увійшла Індіанська територія, населення якої не було лояльне ані до Конфедерації, ані до уряду США. У складі Союзу залишилося 23 штати, включаючи рабовласницькі Делавер, Кентуккі, Міссурі та Меріленд, які не без боротьби зберегли лояльність федеральному Союзу. Населення Союзу перевищувало 22 млн осіб, на його території розташовувалася практично вся промисловість країни, 70 % залізниць, 81 % банківських депозитів. У країні почалася громадянська війна 1861-65 років.
8 листопада 1864 року Лінкольна вдруге обрано президентом США, він отримав перемогу над генералом Мак-Кленаноном з різницею в 10 %. Лінкольн направляв воєнні дії і всіляко сприяв перемозі над повсталими штатами. Перемогу отримали північні штати на чолі з Лінкольном, а країну врятували від розпаду.
Лінкольн виступав за скасування помсти переможеним конфедератам, але виконав свої наміри і скасував рабство на території всієї країни. Кількість його політичних ворогів знову зросла. У південних штатах навіть поставили монумент генералу-конфедерату Роберту Лі, який програв у війні.
У роки президентства Лінкольна побудували трансконтинентальну залізницю, що тісніше зв'язало Схід і дикий тоді Захід США. Було вирішено і земельне питання. Лінкольн виступав за введення афроамериканців у сучасне суспільство, що багатьма сприймалося сміливим і революційним. США десятиліттями вирішували цю проблему вже після вбивства 16-го президента.

## Стандартизація долара і Секретна служба
У 1860 році була створена Секретна служба США. Первинним завданням співробітників служби була боротьба з фальшивомонетниками і підробками доларів. Президент Лінкольн наважився приборкати ще і зухвалих банкірів, що самотужки друкували гроші. Лінкольн ввів єдиний долар і зробив друк грошей державною монополією.

## Вбивство
Авраам Лінкольн загинув від руки Джона Вілкса Бута, актора, ярого прихильника конфедератів. Спочатку Бут планував викрасти Лінкольна, сподіваючись виміняти його на бранців-конфедератів. 11 квітня 1865 року він прослухав промову президента, в якій той оголосив про надання афроамериканцям виборчих прав, і, обурений, змінив свої плани. Довідавшись, що перша леді прийде на виставу до театру Форда, він ретельно спланував операцію — його прихильники повинні були вбити віцепрезидента Ендрю Джонсона та держсекретаря Вільяма Сюворда.
Лінкольн прибув до театру, щоб переглянути п'єсу «Наш американський кузен» 14 квітня 1865 року без свого охоронця Ворда Лемона. Президент займав державну ложу. Бут прокрався ззаду і дочекався найсмішнішої на його думку репліки в п'єсі, сподіваючись, що регіт заглушить звук пострілу. Коли розпочався сміх Бут застрибнув до ложі і майже впритул вистрілив у голову. Майор Ретбоун негайно ж схопився з ним, але його Бут поранив ножем. Вбивця вистрибнув на сцену й вигукнув «Sic semper tyrannis!» (латиною: «Отак завжди з тиранами!»). Йому вдалося втекти, попри те, що він зламав ногу, зіскакуючи з ложі. Його упіймали через 12 днів у Вірджинії, поранивши при захопленні. Незабаром він помер від ран.
Військовий хірург Чарлз Ліл одразу ж оцінив рану Лінкольна як смертельну. Президента перевезли через вулицю в будинок Петерсена, де впродовж 9 годин він лежав у комі. Викликані військові хірурги за допомогою щупа виявили кулю та уламки черепа на 15-сантиметровій глибині в мозку. 15 квітня о 7 годині 22 хвилини ранку президента оголосили мертвим. Тіло Лінкольна провезли траурною процесією територією кількох штатів до Іллінойсу. Поховали його на Окриджському цвинтарі в Спрингфілді, насипавши над ним могилу заввишки 54 метри. До 1874 року на могилі встановили кілька бронзових пам'ятників президенту. Для того, щоб запобігти викраденню тіла з метою вимоги викупу, в 1901 році тіло ексгумували й знову поховали в бетонному блоці.

## Підсумки президентства та історичне значення Авраама Лінкольна
Громадянська війна стала найкривавішим військовим конфліктом в історії Сполучених Штатів і найважчим випробуванням для американської демократії. Авраам Лінкольн став центральною історичною фігурою у свідомості американського народу, людиною, що запобігла розпаду Сполучених Штатів і який зробив значний внесок у становлення американської нації і скасування рабства як основної перешкоди для подальшого нормального розвитку країни. Лінкольн започаткував модернізації Півдня, емансипації рабів. Йому належить формулювання основної мети демократії: «Уряд, створений народом, з народу і для народу». У його президентство була також прокладена трансконтинентальна залізниця до Тихого океану, розширена система інфраструктури, створена нова банківська система, вирішена аграрна проблема.
Однак після закінчення війни перед країною стояли багато проблем, у тому числі і згуртування нації і зрівняння прав темношкірих і білих. Почасти ці проблеми досі[коли?] стоять перед американським суспільством. Після вбивства Лінкольна економіка Сполучених Штатів надовго стала найдинамічнішою економікою світу, що дозволило країні на початку XX століття вийти у світові лідери. Багато в чому його особисті якості дозволили мобілізувати сили держави і об'єднати країну. Лінкольн дотримувався суворих моральних принципів, мав почуття гумору, але був схильний і до сильної меланхолії.
І донині Авраама Лінкольна вважають одним з найбільш інтелектуальних президентів Сполучених Штатів. На знак подяки американського народу у Вашингтоні шістнадцятому президентові Аврааму Лінкольну спорудили меморіал як одному з чотирьох президентів, що визначили історичний розвиток Сполучених Штатів Америки.

## Цікаві факти
- Лінкольн був неймовірно високою людиною (193 см), а його довгий капелюх додавав його зросту ще кілька дюймів. Капелюх він використовував не лише як предмет моди, але ще і як сховище грошей, листів і важливих записів. Його називали «димохідним», оскільки він нагадував трубу.
- Коли Лінкольн був ще простим адвокатом, стався випадок, який увійшов в історію США: один із секретарів суду був оштрафований за образу судді. Діло було так. Лінкольн увійшов до зали, коли вже йшло засідання суду, підійшов до одного з секретарів і розповів йому таку смішну історію, що той не витримав і голосно розреготався. Розгніваний суддя промовив: «Я вимагаю покласти край цьому неподобству, так що можете оштрафувати себе на п'ять доларів». Тоді це були досить пристойні гроші. Секретар вибачився перед суддею і всіма присутніми, заплатив штраф, але сказав, що почутий анекдот коштував такої суми. Після закінчення засідання суддя підкликав цього секретаря і попросив розповісти анекдот від Лінкольна. Прослухавши його, він теж не зміг втриматися від сміху і ледве вимовив: «Можете забирати свій штраф назад». Тож цей випадок говорить, що Лінкольн мав прекрасне почуття гумору, анекдот так і не розпізнали. Багато хто думає що він про політику, але точної інформації немає.
- З сином Лінкольна, Робертом Лінкольном, постійно траплялися якісь нещастя. Роберт Тод Лінкольн був присутній при замахах на трьох президентів: свого батька, президента Гарфілда і президента Маккінлі. Після останнього випадку він відмовився відвідувати державні заходи. Інший цікавий факт про Роберта: його врятував від жахливої аварії потягу ніхто інший, як Едвін Бут. Едвін Бут був братом вбивці його батька, Джона Бута.
- Тіло Лінкольна було перепоховано 17 разів. Це відбувалося або через реконструкцію гробниці, або з причин безпеки. При цьому шість разів його труну відкривали. Тільки в 1901 році, через 36 років після смерті, президент знайшов остаточний спокій. Існує повір'я, що привид Лінкольна часто відвідує Білий дім.[джерело?]
- Серед американських героїв Лінкольн продовжує мати унікальну привабливість для своїх співвітчизників, а також для людей інших країн. Ця чарівність походить від його дивовижної історії життя — підйому від скромного походження, драматичної смерті — і від його особливо людської та гуманної особистості, а також від його історичної ролі рятівника.[джерело?]
- Він народився в один день в один рік, що і англійський науковець та творець теорії еволюції Чарльз Дарвін (12 лютого 1809 р.)

## Вшанування пам'яті

### Меморіал Лінкольна
Пам'ять про Лінкольна увічнена в меморіалі, розташованому на Еспланаді в центрі Вашингтона в 1914—1922 роках, що символізує віру президента в те, що всі люди повинні бути вільними. Будівля символізує США, її підтримують 36 колон (за кількістю штатів за часів президентства Лінкольна). Усередині цієї біломармурової споруди скульптор Деніел Френч помістив шестиметрову статую сидячого в задумі президента-визволителя. На внутрішніх стінах меморіалу під алегоричними розписами відтворені тексти Геттісбурзької та Другої інавгураційної промов Лінкольна.

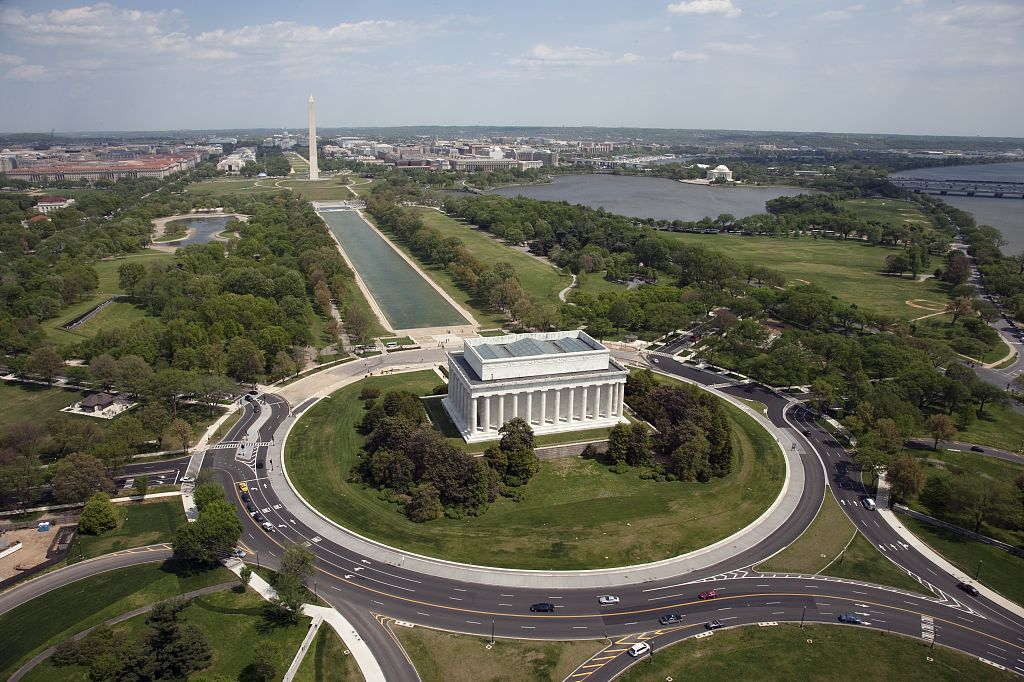
Меморіал Лінкольна з висоти пташиного польоту
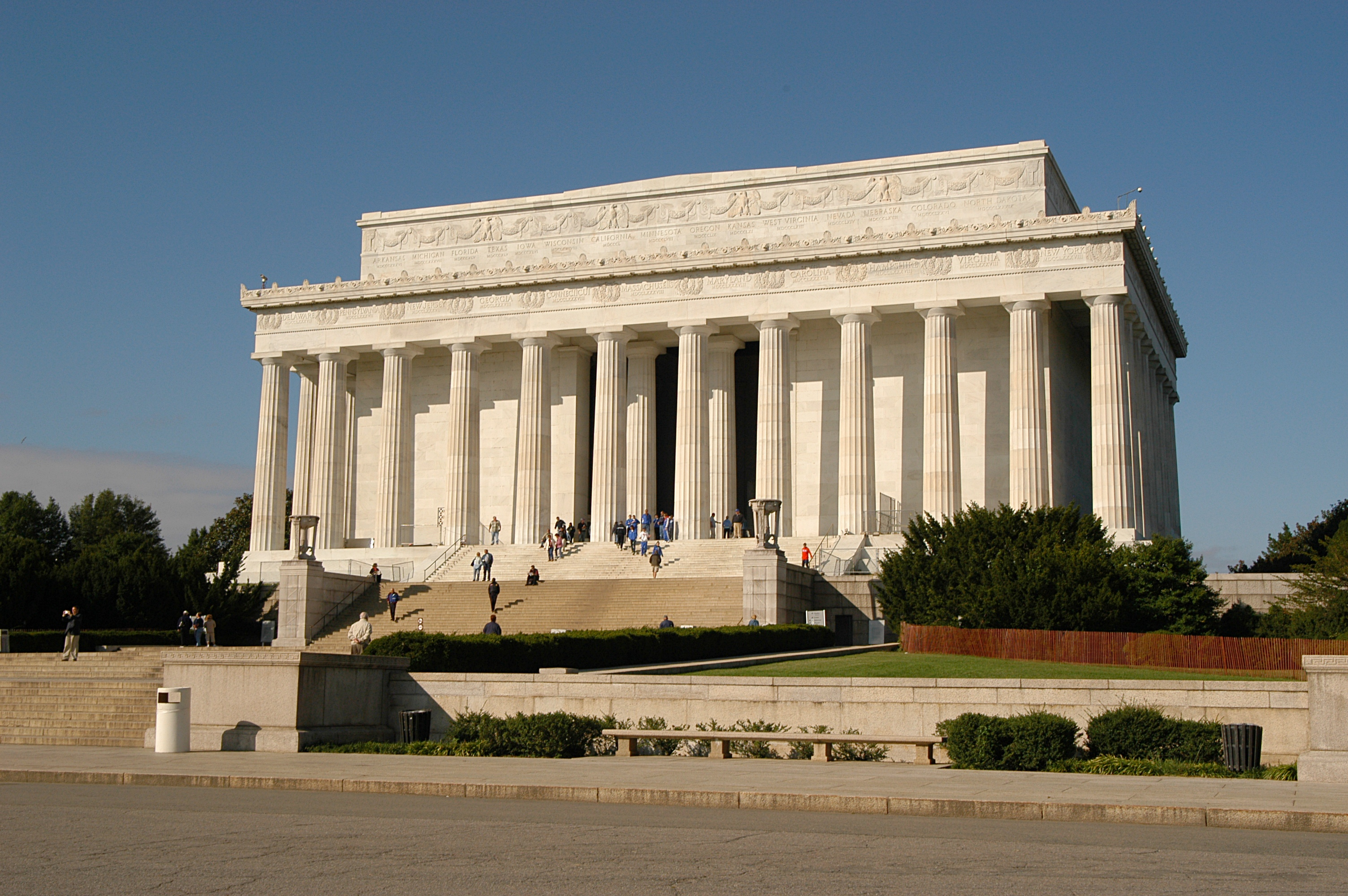
Зовнішній вигляд меморіалу Лінкольна
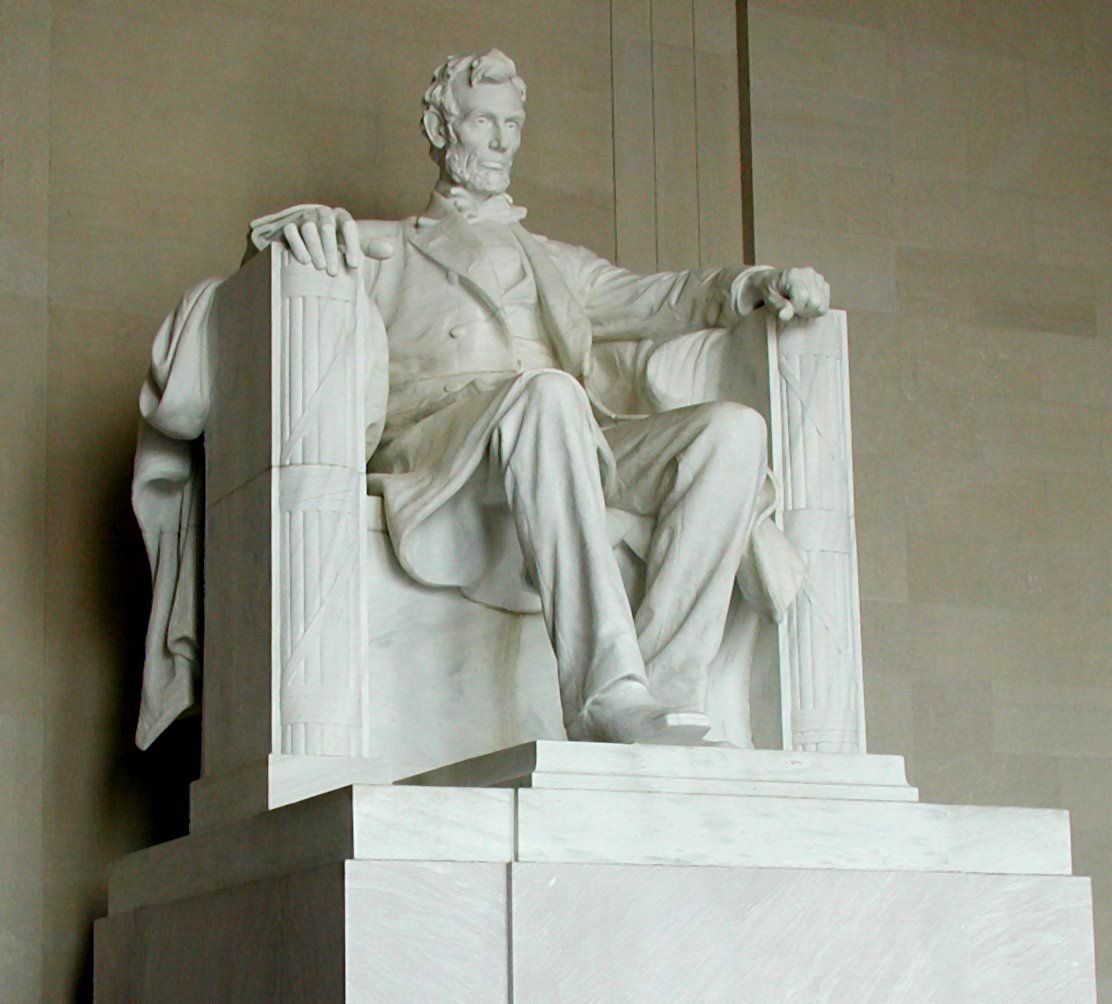
Статуя Лінкольна в меморіалі
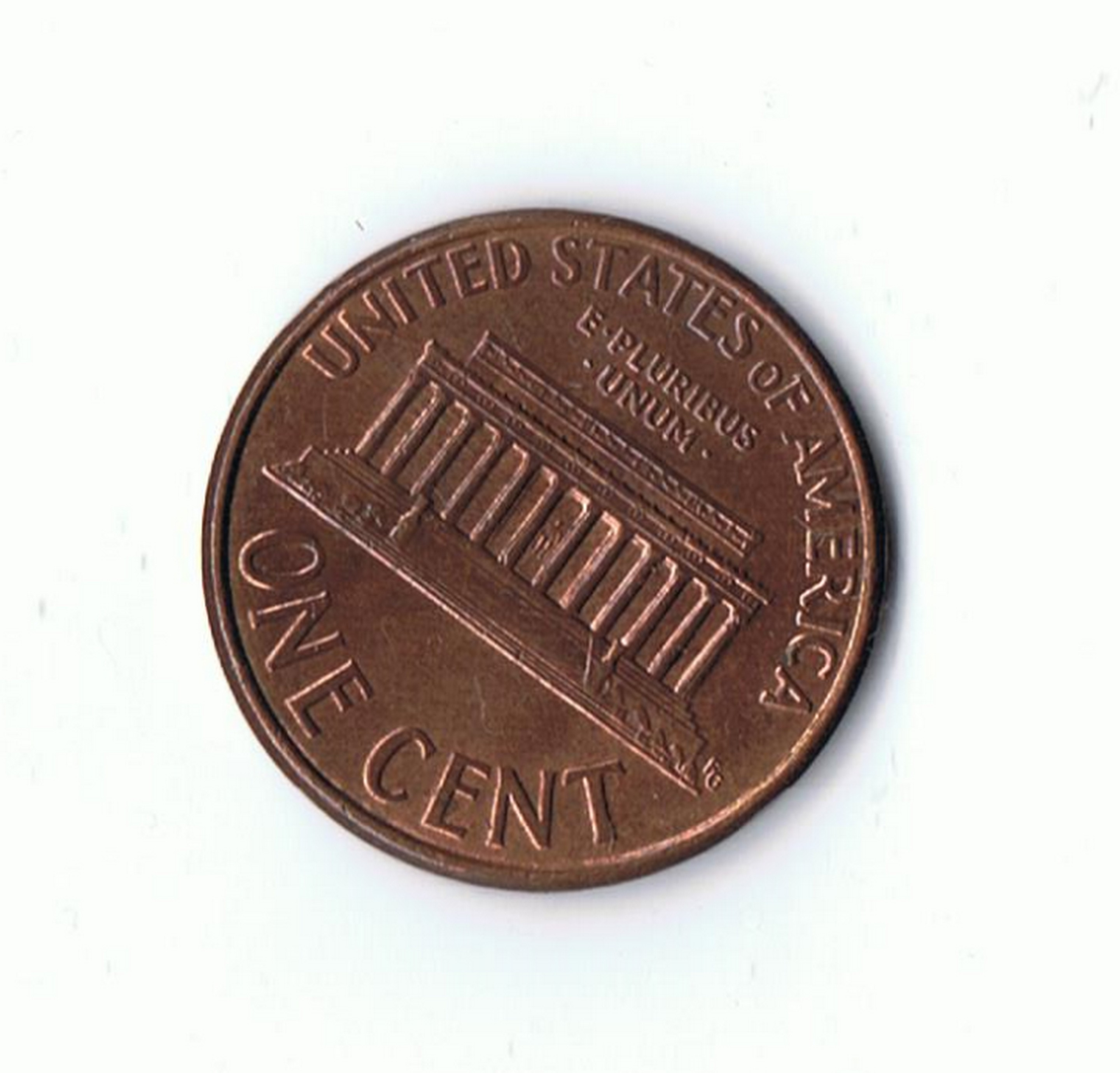
Меморіал Лінкольна на одноцентовій монеті

### Увічнення імені Лінкольна
Крім того, на честь Лінкольна в Сполучених Штатах та за їх межами поставлено безліч пам'ятників, названі місто у штаті Род-Айленд, вулиці, університет, різні центри, торгова марка престижних автомобілів автоконцерну Ford, авіаносець. У місті Спрингфілд (штат Іллінойс) існують бібліотека і музей 16-го президента США.
У Львові є Вулиця Лінкольна. Астероїд 3153 Лінкольн названий на честь діяча.
Профіль президента висічений на горі Рашмор. День народження Авраама Лінкольна є національним святом в деяких штатах Сполучених Штатів. Також Лінкольна зобразили на банкноті номіналом 5 доларів.

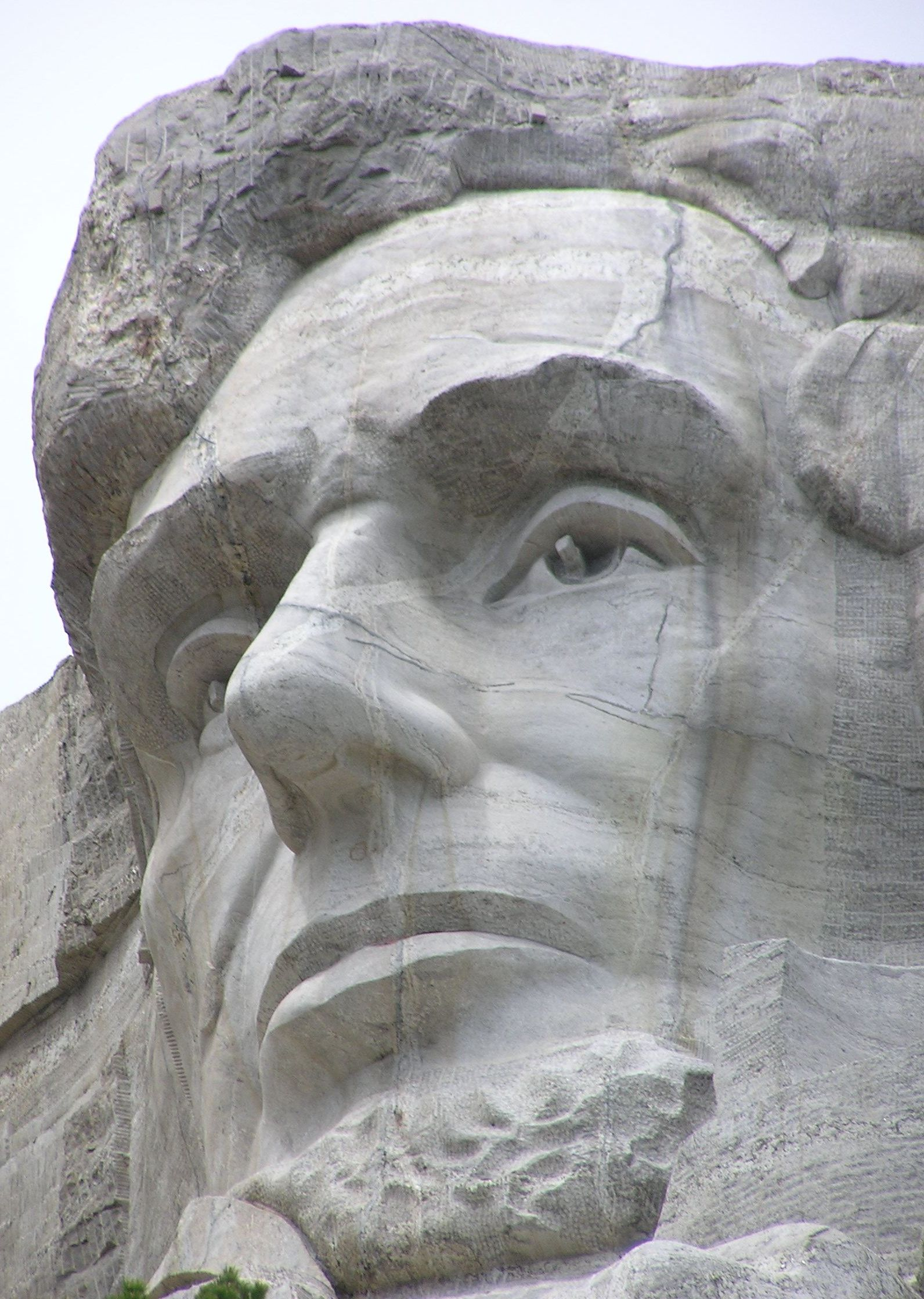
Лінкольн на горі Рашмор
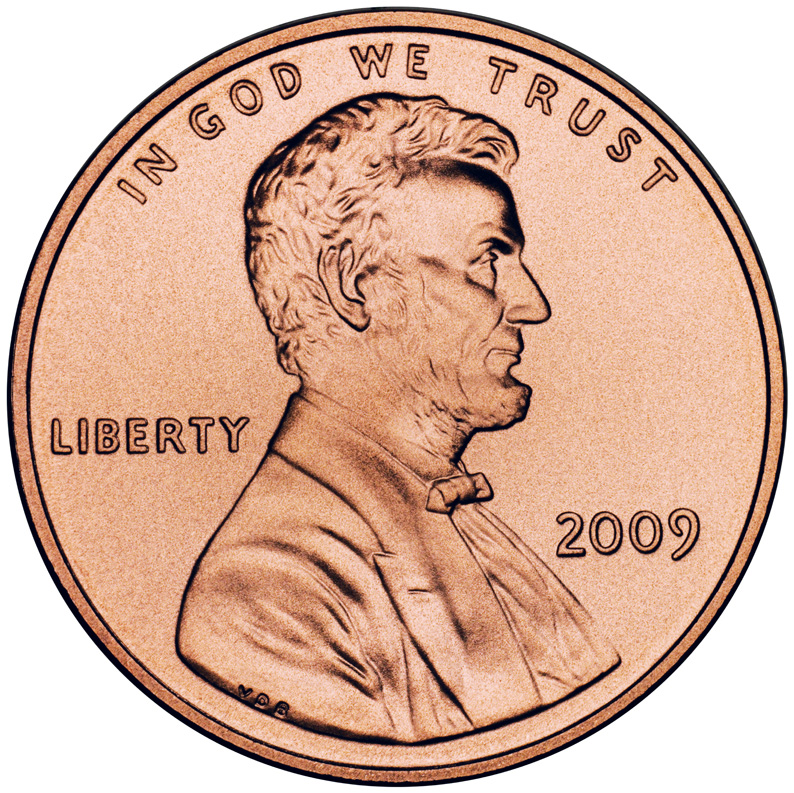
Лінкольн на монеті 1 цент, 2009
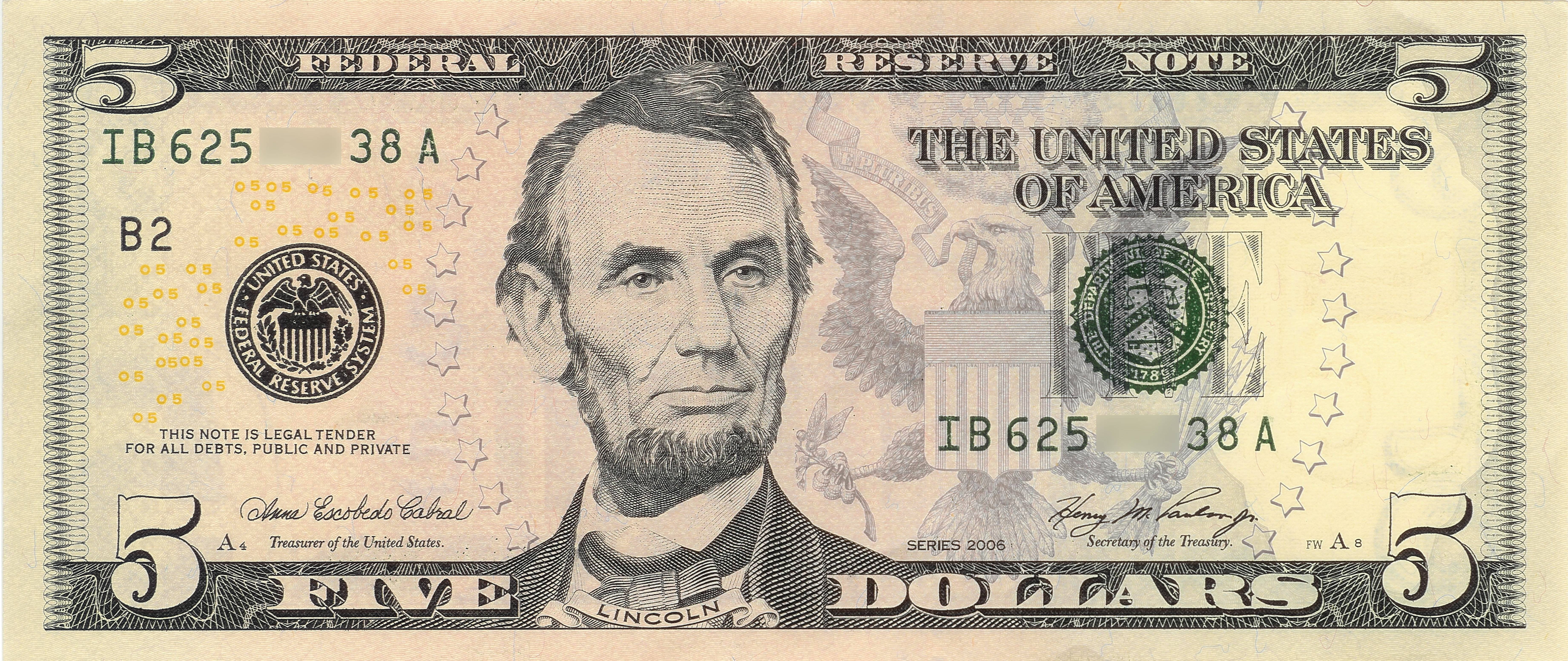
Банкнота номіналом п'ять доларів з портретом Лінкольна
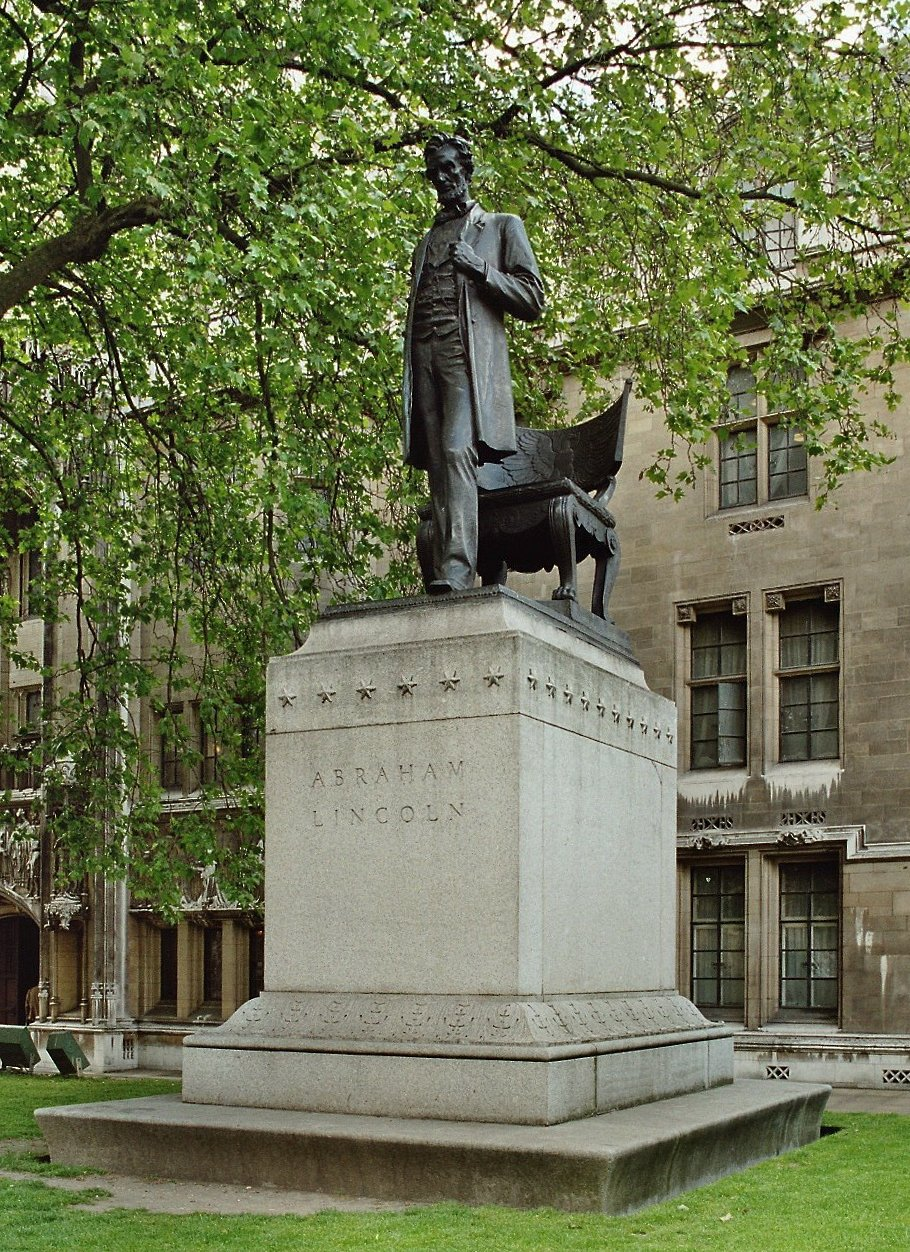
Пам'ятник Аврааму Лінкольну в Лондоні

### У літературі
Дитячі роки Авраама описані в книзі для дітей «Воскобойніков Валерій про Йосипа Прекрасного, Архімеда, Миколая Чудотворця, Феодосія Печерського, Авраама Лінкольна, Джона Ленона, Біла Гейтса» / В. Воскобойніков. — Київ : Грані-Т, 2008. — 144 сторінки: ілюстрації. — Серія «Життя видатних дітей». — ISBN 978-966-2923-77-3. — ISBN 978-966-465-100-1

### У кіно
- Президент Лінкольн: Мисливець на вампірів (2012) — американський фентезі-фільм жахів, режисера Тимура Бекмамбетова.
- Лінкольн (2012) — американський біографічний фільм режисера і продюсера Стівена Спілберга.
- Молодий містер Лінкольн (1939) — американська біографічна драма режисера Джон Форд.